# 木下徳彦
木下 徳彦（きのした のりひこ、1974年8月2日 - 2022年8月11日）は、日本の登山家、沢登り家。

## 概要
称名滝ワンプッシュ初登、剱沢大滝D滝右壁初登、日本百名谷遡行50本、台湾遠征12回を誇る日本屈指の沢登り家で、キャニオニング技術も取り入れた沢登りにも取り組んでいた。慶應大学ワンダーフォーゲル部出身で、東京岳人倶楽部、チーム84、日本山岳会青年部、SAWA MAFIAなどの社会人山岳会、山岳同人に所属した。2022年8月に南アルプス釜無川神宮川笹ノ沢を遡行中に滝から滑落し死亡した。
受験生時代は、大学への数学、日々の演習モニターであり、岩瀬大輔と一緒であった。

## 登山歴（国内）
- 1997年12月　杓子岳双子尾根[2]
- 1998年5月　小蓮華尾根[2]
- 2000年4月　白馬岳主稜[2]
- 2000年-2001年　3回のべ7日間で信濃川水系三国川五十沢ゴルジュ遡行[3][1]。
- 2003年10月　称名滝ワンプッシュ初登（四段目第2登）[4][1]
- 2004年10月　甲斐駒ケ岳尾白川中流部初遡行[1]
- 2005年5月　剱沢大滝D滝右壁初登[1]
- 2007年8月　棒小屋沢〜剱沢大滝〜池ノ谷にトライし棒小屋沢下降で敗退[5][1]
- 2012年10月　大台ケ原 大蛇嵓P3南壁 「ここにもあったぞエルキャピタン」第三登[1]
- 2013年8月　大峰山脈弥山川ゴルジュ遡行[6]
- 2020年10月　屋久島宮之浦川キャニオニング、ファーストディセント(初下降)[1]
- 2020年11月　加計呂麻島モダバルの滝初登[7][1]、奄美大島タンギョの滝第4登[7]
- 2021年11月　銚子川岩井谷キャニオニング[1]

## 登山歴（台湾）
- 2004年12月　金崙溪～南大武山[1]
- 2005年12月　鹿野溪左支流～紅鬼湖[1]
- 2006年12月　清水溪～新康山～八通関古道[1]
- 2009年3月　萬里橋溪（下半部）～西林林道[1]
- 2009年5月　豊坪溪（上流部～山頂）[8][1]
- 2011年5月　大崙溪～卑南主山～小関山[9][1]
- 2011年12月　鹿寮溪（中退）[1]
- 2012年1月　隘寮南溪右俣（射鹿渓）下降[1]
- 2013年4月　針山敗退、安楽溪〜萬里橋溪[1]
- 2017年3月　卡社溪（一部）[1]
- 2017年12月　大崙渓相原溪[1]
- 2019年4月　大崙渓支流馬哈武溪[1]

## 著作
- 連載「ゴルジュ突破やろうぜ」『岳人』東京新聞 2002年9月号(663号)-11月号(665号)[10][11][12]
- 「岳人 新日本百名谷」『岳人』東京新聞2004年8月号(686号)-9月号(687号)で再考委員を務めた。[13][14]
- 山行記録集『セルフビレイ』Vol.1-2[1][15][16]